# ЖНБЛ в сезоне 1993
Сезон ЖНБЛ 1993 — 13-й сезон женской национальной баскетбольной лиги, по окончании которого чемпионом, в первый раз, стала команда «Сидней Флэймз».
В регулярном чемпионате приняло участие десять команд, на одну меньше, чем в прошлом году. В межсезонье были расформированы два клуба, «Аделаида-Сити Кометс» и «Уэст-Аделаида Беаркэтс», на основе которых была создана новая команда, «Аделаида Лайтнинг». Регулярный чемпионат в данном сезоне стартовал 16 апреля, а закончился 14 августа, MVP которого была признана защитник команды «Мельбурн Тайгерс» Эллисон Кук. Наставник новой команды «Аделаида Лайтнинг», Джен Стирлинг, была признана тренером года, а Эллисон Кук из клуба «Мельбурн Тайгерс» — лучшим молодым игроком года. Официально сезон 1993 года закончился 4 сентября, когда команда «Сидней Флэймз» обыграла в финальной игре клуб «Перт Брейкерс» со счётом 65:64, а MVP финала была признана защитник «Флэймз» Энни Бёрджесс.

## Регулярный чемпионат
И = Игр, В = Выигрышей, П = Поражений, П% = Процент выигранных матчей
| Регулярный сезон |                               |    |    |    |      |
| #                | Команда                       | И  | В  | П  | П%   |
| 1                | Сидней Флэймз                 | 18 | 17 | 1  | 94,4 |
| 2                | Аделаида Лайтнинг             | 18 | 16 | 2  | 88,9 |
| 3                | Перт Брейкерс                 | 18 | 12 | 6  | 66,7 |
| 4                | Данденонг Рейнджерс           | 18 | 10 | 8  | 55,6 |
| 5                | Мельбурн Тайгерс              | 18 | 9  | 9  | 50,0 |
| 6                | Австралийский институт спорта | 18 | 8  | 10 | 44,4 |
| 7                | Буллин Бумерс                 | 18 | 7  | 11 | 38,9 |
| 8                | Канберра Кэпиталз             | 18 | 7  | 11 | 38,9 |
| 9                | Брисбен Блэйзерс              | 18 | 2  | 16 | 11,1 |
| 10               | Хобарт Айлендерс              | 18 | 2  | 16 | 11,1 |

## Финалы
| Полуфиналы      | Полуфиналы          | Полуфиналы |  |          | Предварительный финал | Предварительный финал    | Предварительный финал    |                          |                           | Большой финал             | Большой финал             | Большой финал |
| --------------- | ------------------- | ---------- |  | -------- | --------------------- | ------------------------ | ------------------------ | ------------------------ | ------------------------- | ------------------------- | ------------------------- | ------------- |
|                 |                     |            |  |          |                       |                          |                          |                          |                           |                           |                           |               |
| 21 августа 1993 |                     |            |  |          |                       |                          |                          |                          |                           |                           |                           |               |
| 1               | Сидней Флэймз       | 64 (ОТ)    |  |          |                       |                          |                          |                          |                           |                           |                           |               |
| 2               | Аделаида Лайтнинг   | 59         |  |          |                       |                          |                          |                          |                           |                           |                           |               |
|                 |                     |            |  |          | 27 августа 1993       | 27 августа 1993          | 27 августа 1993          |                          | 4 сентября 1993           | 4 сентября 1993           |                           |               |
|                 |                     |            |  |          | 2                     | Аделаида Лайтнинг        | 66                       |                          | 1                         | Сидней Флэймз             | 65                        |               |
|                 |                     |            |  |          | 3                     | Перт Брейкерс            | 68 (ОТ)                  |                          |                           | 3                         | Перт Брейкерс             | 64            |
| 20 августа 1993 |                     |            |  |          |                       |                          |                          |                          |                           |                           |                           |               |
| 3               | Перт Брейкерс       | 83         |  |          |                       |                          |                          |                          |                           |                           |                           |               |
| 4               | Данденонг Рейнджерс | 68         |  | Легенда: | Легенда:              | Посев победившей команды | Посев победившей команды | Посев победившей команды | Посев проигравшей команды | Посев проигравшей команды | Посев проигравшей команды |               |

## Лидеры сезона по средним показателям за игру
| Показатель                       | Игрок             | Команда             | Всего   | Игры | В среднем |
| -------------------------------- | ----------------- | ------------------- | ------- | ---- | --------- |
| Очков в среднем за игру          | Саманта Торнтон   | Данденонг Рейнджерс | 337     | 18   | 18,7      |
| Подборов в среднем за игру       | Дебби Слиммон     | Буллин Бумерс       | 209     | 16   | 13,1      |
| Передач в среднем за игру        | Мишель Лэндон     | Сидней Флэймз       | 142     | 18   | 7,9       |
| Перехватов в среднем за игру     | Дебби Блэк        | Хобарт Айлендерс    | 63      | 18   | 3,5       |
| Блок-шотов в среднем за игру     | Диана Садовникова | Канберра Кэпиталз   | 36      | 14   | 2,6       |
| Процент точных бросков с игры    | Регина Дейс       | Данденонг Рейнджерс | 104/185 | 18   | 56,2      |
| Процент точных 3-очковых бросков | Мишель Габбелс    | Данденонг Рейнджерс | 16/34   | 18   | 47,1      |
| Процент точных штрафных бросков  | Керрин Хендерсон  | Мельбурн Тайгерс    | 34/37   | 18   | 91,9      |

## Награды по итогом сезона
- Самый ценный игрок женской НБЛ: Эллисон Кук, Мельбурн Тайгерс
- Самый ценный игрок финала женской НБЛ: Энни Бёрджесс, Сидней Флэймз
- Лучший молодой игрок женской НБЛ: Эллисон Кук, Мельбурн Тайгерс
- Лучший оборонительный игрок женской НБЛ: Карен Далтон, Сидней Флэймз
- Лучший снайпер женской НБЛ: Саманта Торнтон, Данденонг Рейнджерс
- Тренер года женской НБЛ: Джен Стирлинг, Аделаида Лайтнинг

- Сборная всех звёзд женской НБЛ:
  - З Вики Дэлди (Аделаида Лайтнинг)
  - З Эллисон Кук (Мельбурн Тайгерс)
  - Ф Шелли Горман (Сидней Флэймз)
  - Ф Рэйчел Спорн (Аделаида Лайтнинг)
  - Ф Саманта Торнтон (Данденонг Рейнджерс)